# Annelise Coberger
Annelise Coberger, novozelandska alpska smučarka, * 16. september 1971, Christchurch.
Svoj največji uspeh kariere je dosegla na Olimpijskih igrah 1992, kjer je osvojila srebrno medaljo v slalomu. V svetovnem pokalu je tekmovala enajst sezon med letoma 1985 in 1995 ter dosegla eno zmago in še sedem uvrstitev na stopničke. V skupnem seštevku svetovnega pokala se je najvišje uvrstila na štirinajsto mesto leta 1993, ko je bila tudi druga v slalomskem seštevku.